# Razas de maíz en México

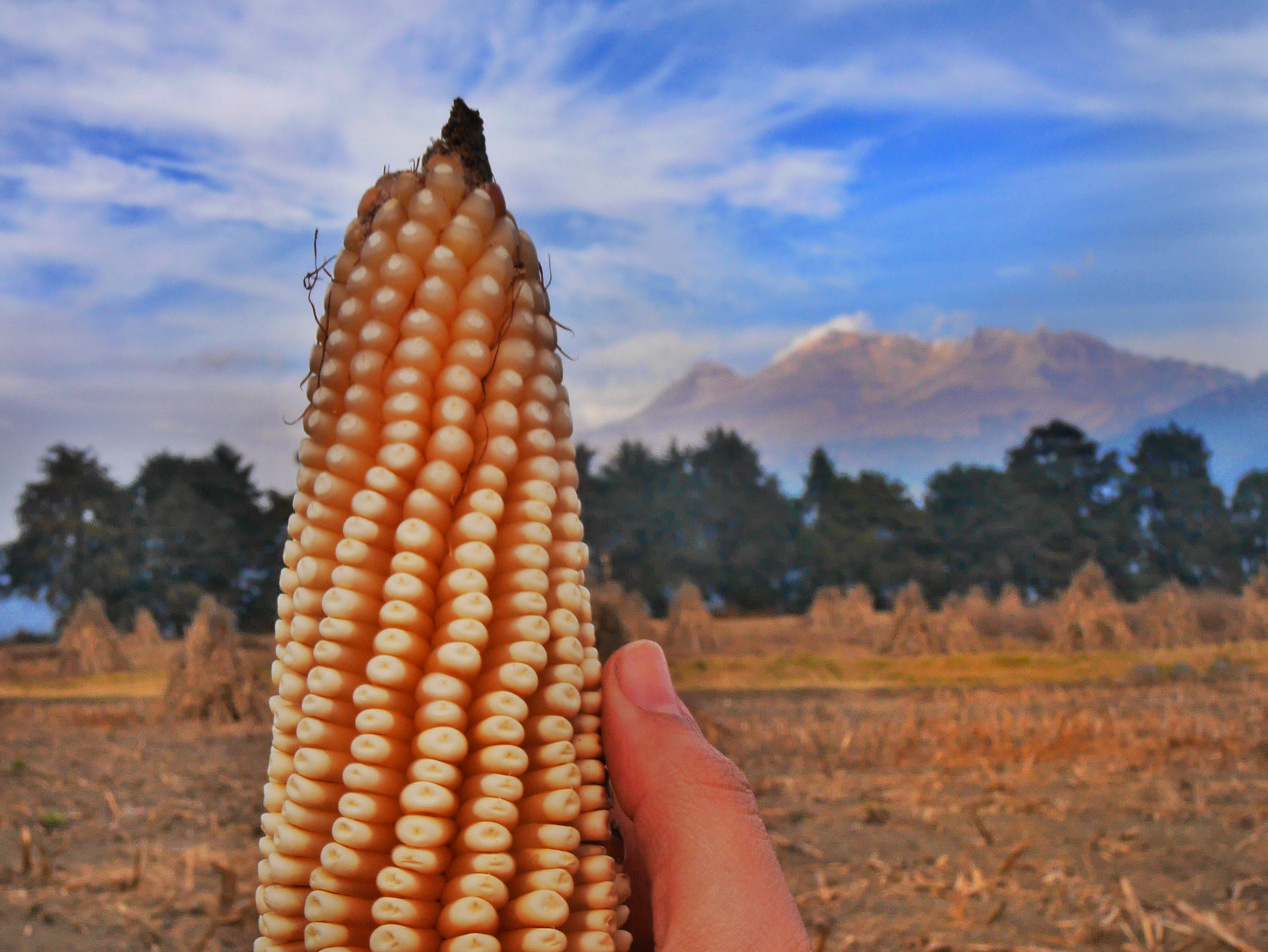
Maíz y al fondo el volcán Iztaccíhuatl, en el centro de México.

Las razas de maíz en México, según la información de la CONABIO, se refiere a las distintas variedades nativas de maíz (zea mays) en México.
En México se han encontrado 64 razas de maíz, de las cuales 59 son nativas (maíces criollos) y 5 proceden de Cuba, el Caribe y Guatemala. Las razas mexicanas se agrupan en siete complejos raciales o grupos, de acuerdo a su morfología, características genéticas (isoenzimas) y características de adaptación.

## Importancia histórica y cultural
El maíz es un cultivo ligado a la historia de México y es la planta de mayor importancia para el país, pues es la base de la alimentación de sus habitantes y también parte de la cultura desde etapas previas a la conquista. El maíz fue domesticado por los pobladores del territorio por un periodo prolongado, y como lo señalan las historias prehispánicas, como el Popol Vuh: "el hombre en estas tierras está hecho de maíz".

## Razas o variantes de maíz mexicano
México posee el 20% de la diversidad de maíces en el continente americano. Estas variantes o razas han sido modificadas a partir de la selección de los agricultores. Un estudio realizado por la Secretaría de Agricultura y Desarrollo Rural determinó que en México al menos hay 62 razas de maíz, que constituyen una reserva de importancia para garantizar la seguridad alimentaria.
En el maíz, así como en otras variantes de plantas cultivadas, el término raza se utiliza para agrupar a las poblaciones que comparten características similares, en el sentido ecológico, genético, morfológico, así como de la historia del cultivo. Es así que las razas de maíz mexicano se agrupan en siete grupos o complejos raciales, todos ellos asociados a su distribución geográfica y climática, así como a una evolución en común. Los grupos descritos por CONABIO, son los siguientes:
1. Grupo Cónico o razas de las partes altas del centro de México
2. Grupo Sierra de Chihuahua o Razas de las partes altas del norte de México
3. Grupos de maíces de Ocho hileras o razas del occidente de México
4. Grupo Chapalote
5. Razas de maíces tropicales precoces o de maduración temprana
6. Grupo de maíces dentados tropicales
7. Grupos de maíces de maduración tardía

### Grupo Cónico o razas de las partes altas del centro de México
En este grupo se encuentran razas que se caracterizan por la forma piramidal o cónica de las mazorcas. Las cuales son:
1. Arrocillo
2. Cacahuacintle
3. Chalqueño
4. Cónico
5. Cónico Norteño
6. Dulce
7. Elotes Cónicos
8. Mixteco
9. Mushito
10. Mushito de Michoacán
11. Negrito
12. Palomero de Jalisco
13. Palomero Toluqueño
14. Uruapeño

Estas razas se distribuyen en regiones de más de 2000 m s. n. m., casi todas endémicas de los valles altos y sierras del centro de México, como el Valle de México, Valle de Toluca, Sierra Norte de Puebla, Meseta Puhépecha de Michoacán y la Mixteca Alta de Oaxaca. Tienen, además, en común sus mazorcas de forma cónica, un número alto de hileras en el grano (entre 14 y 20), granos de textura variable con una anchura de 4 a 8 mm. Poseen pocas ramas de la espiga, un sistema débil de raíces y hojas caídas.
| Nombre                | Características | Distribución | Usos |
| --------------------- | --- | --- | --- |
| Arrocillo             | - Mazorcas pequeñas - Grano semi-cristalino, piculado (puntiagudo) a semi-dentado. - Color predominante amarillo, aunque hay grano blanco. | Se da en regiones templadas-frías con alta nubosidad de la Sierra Norte de Puebla y en zonas aledañas a Veracruz. Mesa central: partes altas de Tlaxcala, Hidalgo, Estado de México y Michoacán, así como en Oaxaca.                                                                       | Alimentación, para hacer tortillas. Las variantes oscuras, se utilizan para antojitos y como variación a la dieta. También hay una variante reventador que sirve para hacer palomitas. |
| Cacahuacintle         | - Grano grande y harinoso. - Grano blanco, con variantes azules y rosas. - Hojas péndulas (caídas), que le otorgan tolerancia a las granizadas. | Valle de Toluca por los suelos volcánicos. También se cultiva en Puebla, en los "Llanos de Serdán". Se encuentra también en los valles altos del centro: Tlaxcala, Hidalgo y Puebla, por sus temperaturas bajas.                                                                           | Alimentación: Para realizar pozole, elotes, pinole, galltitas, atole y harinas. Es muy valorado sobre todo por ser el elote característico del pozole. |
| Cónico                | - Forma cónica o piramidal. - Variación amplia en el color del grano (blanco, amarillo, morado y rojo). - El grano es semicristalino y semidentado. - Longitud del ciclo de vida: de medio a precoz. - Tolerancia al frío.                                                              | Mesa central: Estado de México, Puebla, Hidalgo y Tlaxcala. Desde los 950 a 3000 m s. n. m., predominando los 1800 a 2800 m. Se encuentra en las faldas de los volcanes del centro del país.                                                                                               | Alimentación: tortillas, antojitos, elotes y forraje para animales. Se usa como fuente para mejorar materiales y como base genética en el mejoramiento de otros maíces en el mundo. |
| Cónico Norteño        | - Adaptación del Cónico en la zona templada semiárida del país. - Planta de porte bajo. - Mazorca cónica. - Grano con textura semidentada. - Color blanco y ocasionalmente amarillo y morado.                                                                                           | Altiplano mexicano: regiones semiáridas-templadas de altitudes que van de los 1800 a 2500 m. Estados de Guanajuato, hasta Chihuahua (pasando por Aguascalientes, Zacatecas y Durango). Se puede extender hasta el norte de San Luis Potosí, el sureste de Coahuila y el sur de Nuevo León. | |
| Chalqueño             | - Muy productiva. - Porte alto de las plantas. - Mazorca grande y cónica. - Muchas hileras. - Alto vigor en la germinación y emergencia. - Ciclo largo. - Resistencia a la seguía en etapas medias de crecimiento.                                                                      | Partes altas (más de 1800 m) de suelos volcánicos con humedad. Se da en el centro de México. También se encuentra en los suelos húmedos de lugares altos en Zacatecas, Durango y la Mixteca de Oaxaca.                                                                                     | Tipo crema: Tortillas. Palomo: Harina de tamal. Azul y rojo: antojitos, golosinas, pinole. Amarillos: Tortillas y forraje. La planta de todas las variantes se usan para forraje, tanto la planta como en rastrojo. Totomoxtle se utiliza para envoltura de tamales y elaboración de artesanías. |
| Dulce                 | - Mazorca cónica a semicilíndrica. - Granos de coloración diversa con alto contenido de sacarosa. - Apariencia rugosa cuando se seca. | Occidente de México: Jalisco, Michoacán, Guanajuato y Zacatecas, a altitudes de 1500 a 2400 m. | Alimento: Por su dulzor, se utiliza sobre todo para el pinole, "ponteduro", esquites, elote, así como en caldos. |
| Elotes Cónicos        | - Granos semi-harinosos. - Color rojizo, morado o negro en la aleurona o el pericarpio. - Poseen un pedúnculo (estructura entre la mazorca y el tallo). - Pequeño o delgado. | Mesa central: Puebla, Tlaxcala, Hidalgo, Estado de México y Michoacán. También en partes frías y altas de la Mixteca oaxaqueña y Veracruz. Alturas de 1700 a 3000 m s. n. m. | Alimentación: Elotes, antojitos, pinoles, atoles de colores. y tortillas de colores. Pigmentos. |
| Mixteco               | - Ciclo vegetativo muy tardío (hasta nueve meses). - Planta de porte. - Mazorcas grandes. | Sur de Puebla, Mixteca Alta en Oaxaca. | |
| Mushito               | - No está bien definida. - Tiene similitudes con razas de maduración tardía (Coscomatepec y Comiteco). - También comparte relación con el Chalqueño. | Se ha encontrado en Suchixtepec, Oaxaca (2400 m), también en las partes altas de la Sierra Madre del Sur (Oaxaca y Guerrero), también en Michoacán (Meseta Tarasca). | |
| Mushito de Michoacán  | - Plantas de 3 metros o más. - Vainas de las hojas pubescentes. - Granos de diferente color. - Producen varios macollos o hijuelos. - Espiga poco ramificada. - Maíz tardío y muy productivo. - Se cultiva en parcelas, pero el grano morado se tiende a cultivar en huertos y solares. | Meseta Tarasca de Michoacán, regiones serranas de alrededor de 2000 metros o más. | |
| Negrito               | - No bien identificada. - Mazorcas cónicas a semicilíndricas. - Grano de textura dentada a cristalina. - Color azul oscuro y negro. | Zonas altas de la Mixteca y los Valles centrales de Oaxaca. Región huasteca de Hidalgo. | |
| Palomero de Chihuahua | - Mazorcas alargadas a cónicas. - Grano cristalino y reventador. - Colores amarillo y blanco. - Parecido al Palomero Toluqueño. - Raza rara y en riesgo por la erosión genética. | Zonas de precipitación y bajas temperaturas de la Alta Babícora y la Sierra Tarahumara, 1,900 m s. n. m., en el estado de Chihuahua. | Alimentación: Elaboración de tortillas y también para forraje. |
| Palomero de Jalisco   | - Características similares al Palomero Toluqueño (se le consideraba una subraza) - Planta vigorosa. - Sistema radicular fuerte. - Menos cónicas que el Palomero Toluqueño. | Regiones montañosas de Jalisco y las laderas del Volcán de Colima (2600 a 2700 m). | |
| Palomero Toluqueño    | - De las razas más antiguas de México. - Mazorcas pequeñas. - Numerosas hileras. - Grano puntiagudo y reventador. | Se considera aparentemente al Valle de Toluca (2600 m) como el centro de su distribución. También se encuentra en la Mesa Central, en los estados de Puebla y Michoacán, en altitudes que rondan los 2000 y 2800 m s. n. m.                                                                | Alimentación: Se considera adecuado para elaborar palomitas, por su grano reventador. |
| Uruapeño              | - Planta de porte bajo. - Mazorca cónica de grano semidentado. | Se han colectado en el municipio de Atoyac, Jalisco. | |

### Grupo Sierra de Chihuahua o Razas de las partes altas del norte de México
Este grupo corresponde a razas que se encuentran en las zonas altas de Chihuahua, en valles con altitudes entre 200 y 2600 m, las cuales se extienden hasta los estados vecinos de Durango, Sonora y Sinaloa. Las razas ubicadas, son las siguientes:
1. Apachito
2. Azul
3. Complejo Serrano de Jalisco
4. Cristalino de Chihuahua
5. Gordo
6. Mountain Yellow

Este grupo se caracteriza por tener plantas pequeñas (140 a 200 cm), plantas de 12 a 14 hojas, poseer una floración temprana, poseer pocas ramas en la espiga (de 4 a 9), poseen mazorcas largas (14 a 19 cm), delgadas, poseen granos redondeados (7 a 9 mm de ancho, 9 a 11 mm de largo y 4 a 6 mm de espesor). Algunos de los granos tienen una textura dura (Apachito y Cristalino de Chihuahua) o harinosa (Azul y Gordo).
| Nombre                                | Características | Distribución | Usos |
| ------------------------------------- | --- | --- | --- |
| Apachito                              | - Ciclo vegetativo muy corto y de baja altura. - Produce tallos secundarios. - Mazorcas alargadas y cilíndricas. - Granos semicristalinos a cristalinos. - Colores amarillo, blanco y rosado. | Endémica de Chihuahua. Se da en las regiones Alta y Baja Babícora y en la Sierra Tarahumara. | Alimentación: Pinole, elote, atole, tortilla. Las variantes de grano rosado sirven para prepara tesgüino.                                                                               |
| Azul                                  | - Mazorca alargada. - Granos cristalinos y semi harinosos. - Color azul a violáceo en la aleurona.                                                                                            | Variante endémica del estado de Chihuahua. Se encuentra en la Alta y Baja Babícora y en la Sierra Tarahumara. | Alimentación: atole, pinole, tortillas, y tesgüino. Totopos y frituras en Estados Unidos. También se usa para crear pigmentos para alimentos que se exportan a Estados Unidos y Europa. |
| Complejo Serrano de Jalisco           | - Mazorca cónica, alargada y con picas hileras (8 a 14). - Granos con textura cristalina a semi-dentada. - Colores blanco, amarillo, rojo y tonalidades de anaranjado.                        | Se encuentra en la zona serrana del centro-sur del estado de Jalisco y también al norte de Colima, a 2700 m s. n. m. También se encuentra a 1500 m en las zonas limítrofes de las montañas y los llanos de Jalisco. | |
| Cristalino de Chihuahua               | - Mazorcas alargadas y cilíndricas. - Grano con textura cristalina y semicristalina. - Color amarillo y blanco.                                                                               | Se encuentra a altitudes de entre 1900 a 2200 m en el centro-oeste y el noreste de Chihuahua, y en el a sierra Tarahumara.                                                                                          | Alimentación: Tortillas. |
| Gordo                                 | - Mazorcas alargadas y semielípticas. - Grano grande con textura harinosa. - Color blanco. | Endémica de Chihuahua, se encuentra en la Alta y Baja Babícora y la sierra Tarahumara a altitudes de 2,000 a 2,500 m.                                                                                               | Alimentación: Por su grano, apta para gallinas y harinillas en Semana Santa. También se usa en sopas, guisos similares al pozole y el "menudo norteño".                                 |
| Mountain Yellow (Amarillo de Montaña) | - Mazorcas cónicas. - Grano cristalino. - Endosermo de color amarillo. | Región montañosa al sur de Jalisco, en la Sierra de Tapalpa. Región colindante con Michoacán. | |

### Grupos Ocho hileras o razas del occidente de México
Incluye las razas que se encuentran en las elevaciones bajas e intermedias de los Valles Centrales de Oaxaca, y también en el centro, occidente y hasta las planicies y cañadas del noroeste del país. Poseen por lo general plantas que van de los 200 a los 250 cm de altura, plantas con 16 a 20 hojas, y una floración de 70 a 80 días, así como mazorcas de 8 a 12 hileras de granos. Sus granos son de 10 a 12 mm (ancho), tienen mazorcas largas (18 a 22 cm) y 12 a 18 ramas en la espiga. Estas características no las comparten dos razas del grupo, el Jala y el Zamorano Amarillo.
Hay algunas razas que tienen mazorcas pequeñas (Bolita), o maíz gigante (Jala). Sus usos también pueden variar, pues algunos se usan para el consumo humano (elotes, antojitos, tejuino, etc.), también pueden ser usados para el forraje.
Las razas de este grupo se distribuyen de la siguiente manera en el territorio mexicano:
- Noroeste:
  1. Blando
  2. Onaveño
- Occidente:
  1. Harinoso de Ocho
  2. Tabloncillo
  3. Tabloncillo Perla
  4. Bofo
  5. Elotes Occidentales
  6. Tablilla de Ocho
  7. Jala
  8. Zamorano Amarillo
- Centro y sur:
  1. Ancho
  2. Bolita

| Nombre              | Características | Distribución | Usos |
| ------------------- | --- | --- | --- |
| Ancho               | - Mazorcas semicilíndricas. - Granos muy grandes. - Granos anchos en longitud, pero menor grosor. - Generalmente dentados.                                                                         | Se encuentra en Guerrero principalmente, aunque también se distribuye por Morelos, Michoacán, Jalisco y Puebla, a altitudes entre 800 y 1800 m. | Alimentación: Se usa para preparar el pozole guerrerense. |
| Blando              | - Harinoso - Granos de color blanco esmalte | Se encuentran en el valle del Yaqui y zonas serranas de Sonora, a altitudes de 500 metros. También se ha encontrado al sureste de Sonora, al norte de Sinaloa (a 1500 m) y en la región baja en Bahía de Banderas y en la sierra de Nayarit.                                                   | Alimentación: Pinole, elaboración de coricos (galleta tradicional). También se usa para pozole, menudo norteño y tortillas (en menor grado).                                                                                                |
| Bofo                | - Maíz sagrado de los pueblos Wixárika. - Mazorcas alargadas y semielípticas. - Grano multicolor. Hay variantes de 4 o 5 colores. - Textura harinosa.                                              | Se encuentra en Jalisco, Durango y Nayarit, así como en Zacatecas y Chihuahua. | Alimento (pozole, "gordas", "huajatole" o atole fermentado, "huachales", tesgüino), uso ritual y religioso. |
| Bolita              | - Plantas de porte bajo - Maduración precoz - Mazorcas cortas con buena cobertura - Granos de tamaño mediano - Granos redondos - Colores variados                                                  | Valles centrales de Oaxaca, de donde es originario. También hay en la región mixteca, y en estados colindantes (Guerrero y Puebla). Se han introducido a Jalisco y al norte del país. | Alimentación: Tlayudas, tortillas blandas, téjate (bebida refrescante). |
| Elotes occidentales | - Mazorcas alargadas. - Bajo número de hileras. - Granos grandes con textura harinosa. - Color que va del rosa al morado, pasando por el violáceo y el rojo.                                       | Occidente de México: Jalisco, Nayarit, Michoacán, Guanajuato; también en el centro-norte: Zacatecas y San Luis Potosí; y en el centro-sur: Puebla, Morelos, Guerrero y Oaxaca. Se da especialmente entre los 1000 y 1600 metros, aunque también se ha encontrado alrededor de los 2000 metros. | Alimentos y usos especiales en el Bajío y occidente: Elite, "chicales", pozole. En el centro del país se suele usar para elites, atoles y pinoles de color.                                                                                 |
| Harinoso de Ocho    | - Mazorcas alargadas en forma de puro. - Bajo número de hileras de grano. - Grano grande, con textura harinosa.                                                                                    | Se encuentran en el occidente y noroeste del país, pero de manera poco representada. En la década de 1940 se reportó en el Valle del Yaqui y Ures, Sonora, así como al norte de Nayarit. En Tecuala, Nayarit también se ha encontrado.                                                         | Alimentación: Atoles, tortillas, sopas, atoles y pozole. También sirve como harina para hacer "coricos". |
| Jala                | - Gran longitud. - Ciclo de vida largo. - Porte alto (4 a 5 m). - Tamaño de mazorca grande (se considera la más grande del mundo), de 30 cm - Grano dentado y suave.                               | Valle de Jala, Nayarit, así como en otros lugares del estado, y también en Jalisco y Sinaloa. Sólo en el Valle de Jala, sin embargo, la variedad expresa sus características únicas. | Alimentación: Elotes, gorditas, pozole y tortillas. También se usa para forraje. También son muy apreciadas las hojas. Se realiza un concurso anual para premiar las mazorcas más grandes, lo que podría favorecer el tamaño de las mismas. |
| Onaveño             | - Cristalino. - Color blanco y amarillo. - Se da en regiones bajas y secas. | Se ha encontrado de 0 a 800 m s. n. m. en Sonora y Sinaloa. También se encuentra en Baja California Sur, Michoacán y Nayarit. | Se puede usar para tortilla y pinole, así como forraje de buena calidad. |
| Tablilla de Ocho    | - Mazorca cónica, alargada y delgada en la parte terminal. - Número de hileras reducido. - Grano semidentado.                                                                                      | Valles del oeste de la Sierra Madre Occidental, entre los 800 y 1200 m s. n. m. Sobre todo en Nayarit, aunque también en Durango, Zacatecas y Jalisco. También se ha encontrado en Aguascalientes, Guanajuato y Chihuahua.                                                                     | Alimentación: tortillas y elote de buen sabor; también para tesgüino y pinole. |
| Tabloncillo         | - Mazorcas alargados. - Grano dentado a semicristalino. - Color blanco, amarillo, "ahumado", anaranjado. - Gradiente en el tamaño de la planta. - Plantas bajas y precoces, hasta altas y tardías. | Se distribuye al occidente y noroeste de México, pasando por Michoacán, Jalisco, Nayarit y Sinaloa, y también en zonas bajas de Chihuahua, Sonora y Baja California Sur. | Alimentación: tortilla, elote, pozole, y para piznate (Bebida fermentada). |
| Tabloncillo Perla   | - Mazorcas alargadas y elípticas. - Grano cristalino. - En ocasiones con número de hileras reducido. - Adaptado a lugares secos y bajos.                                                           | Estados de Nayarit y Sinaloa principalmente. También se extiende a Colima, Jalisco y Michoacán, así como en Sonora y Baja California Sur. | Alimentación: Tortillas, pinole, botanas o frituras. |
| Zamorano Amarillo   | - Mazorcas grandes, cónicas. - Grano cristalino a semidentado. - Color del endospermo amarillo. | Se encuentra en Michoacán, en el Valle de Zamora. También en los Altos de Jalisco. | Se utiliza para el forraje. |

### Grupo Chapalote
El Grupo Chapalote se encuentra en la planicie costera de occidente, en el pacífico de los estados de Sonora y Nayarit, a altitudes de 100 a 500 m. También en la Sierra Madre Occidental, hasta los 2000 m de altura. Las razas de este grupo son cuatro:
1. Chapalote
2. Dulcillo del Noroeste
3. Elotero de Sinaloa
4. Reventador

Estas razas tienen mazorcas largas, con forma de puro; sus granos poseen una textura que puede ir de cristalina, harinosa hasta dulce (rugosa, por su contenido de sacarosa).
| Nombre                | Características | Distribución | Usos |
| --------------------- | --- | --- | --- |
| Chapalote             | - Raza antigua de México. - Mazorcas en forma de puro. - Grano cristalino y reventador. - Color café, aunque se convierte en rosado o rojo cuando se cruza con otras variantes. | Zonas bajas del noroeste del país, en Sonora y Sinaloa. También se adapta en zonas altas, a 2200 m s. n. m.                                                                                                  | Alimentación: Ponteduro (maíz tostado y esponjado con jarabe), pinole, atole, esquites, palomitas, coricos. |
| Dulcillo del Noroeste | - Mazorcas en forma de puro. - Grano de textura dulce y rugosa cuando maduran. - Color amarillo y rojo. - Granos de baja absorción de agua.                                     | Noroeste de México, en estados de Sinaloa, Sonora, Durango y Chihuahua; así como en Nayarit. Se encuentra a altitudes entre los 70 a 1000 metros; aunque hay muestras de altitudes de 2000 metros.           | Alimentación: Pinole, esquites y elotes. También para el rastrojo.                                          |
| Elotero de Sinaloa    | - Mazorcas alargadas y semielípticas. - Grano azul con textura de harinosa a semicristalina.                                                                                    | Se encuentra al occidente del país, en los estados de Sinaloa, Nayarit, Colima, Jalisco, Michoacán y Guerrero.                                                                                               | Alimentación: Elote asado o hervido, tortillas.                                                             |
| Reventador            | - Mazorcas cortas, delgadas y largas. Tienen forma de puro. - Grano pequeño. - Grano cristalino y reventador.                                                                   | Se encuentra en el occidente y noroeste del país, adaptándose a alturas que van de los 80 a los 1500 m s. n. m. También se han encontrado en Guerrero y Michoacán, pero con un grano y mazorcas más grandes. | Alimentación: pinole, palomitas y ponteduro                                                                 |

### Razas de maíces tropicales precoces o de maduración temprana
Este grupo tiene variedades que se encuentran en el trópico seco y regiones semiáridas de México, entre los 100 y los 1300 metros, por lo que están adaptadas a la escasa lluvia. Por esta razón poseen un ciclo corto de maduración. Se encuentran en distintas regiones del país, incluyendo la península de Yucatán (Nal-Tel), el istmo de Tehuantepec (Zapalote Chico), la franja costera y trópico seco de Guerrero, Oaxaca y Michoacán (Conejo), y también en la Altiplanicie mexicana semiárida de Tamaulipas y Nuevo León (Ratón).
Las razas que lo componen, son: 
- Conejo
- Nal-Tel
- Ratón
- Zapalote Chico

| Nombre         | Características | Distribución | Usos |
| -------------- | --- | --- | --- |
| Conejo         | - Maduración temprana. - Prolífico. - Mazorcas delgadas y semicilíndricas. - Grano cristalino a semidentado. - Colores azules, blancos y con una variación de color. | Se da en regiones costeras y en las laderas de lugares secos y calientes. En los estados de Guerrero, Michoacán y Oaxaca, en altitudes menores a los 1000 metros. | Elotes y grano. |
| Nal-Tel        | - Granos cristalinos y semidentados. - Color amarillo y blanco, con variaciones azules y rojos. - Maduración precoz (62 días)                                        | Sureste del país. Península de Yucatán, en Oaxaca y Chiapas. | Elotes, dulces, atole. Proteína de buena calidad para tortilla y pozol. Se puede usar para fibra y germen. También se cultiva para tener grano rápidamente, en la espera de que otros maíces alcance la madurez. |
| Ratón          | - Maduración temprana. - Mazorcas semicilíndricas. - Grano dentado y semidentado. - Color blanco, con variantes de amarillo y azul.                                  | Regiones semidesérticas y clima subtropical, con áreas de riego y temporal. Se da en altitudes que van desde el nivel del mar hasta los 1800 metros. Se encuentra en Nuevo León, Tamaulipas, Chihuahua, Coahuila, Zacatecas, Durango y San Luis Potosí. Se le ha encontrado también en algunas zonas de Guerrero, Morelos y Veracruz. | |
| Zapalote Chico | - Plantas bajas. - Mazorcas cortas - Número reducido de hileras. - Granos semiharinosos. - Índice bajo de gluma/grano.                                               | Endémica de la planicie costera del Istmo de Tehuantepec. También se extiende en las zonas costeras del estado y Chiapas. Se da en altitudes de 600 m, aunque también se encuentra a 1550 y 1900 metros. | Base alimenticia de la población zapoteca de Oaxaca. Totopos del Istmo, elote, atole y tortilla. |

### Grupo de maíces dentados tropicales
Este es uno de los grupos más amplios de México, que incluye razas muy importantes para el sur del país, sobre todo en las regiones de baja altitud e intermedias. Suelen ser plantas que van desde los 250 hasta los 320 cm de altura, tienen una floración de 85 a 105 días, poseen de 20 a 25 hojas por planta, así como 20 a 35 ramas de espiga. Sus mazorcas son largas (12 a 20 cm), de forma cilíndrica, tienen de 12 a 16 hileras de granos dentados, cuyo endospermo es suave a medio duro.
Se incluyen las razas:
1. Celaya
2. Tepecintle
3. Tuxpeño
4. Tuxpeño Norteño
5. Vandeño
6. Zapalote Grande
7. Nal-Tel de Altura
8. Pepitilla
9. Chiquito
10. Choapaneco
11. Cubano Amarillo

| Nombre                        | Características | Distribución | Usos |
| ----------------------------- | --- | --- | --- |
| Celaya                        | - Considerada como uno de los mejores germoplsmas de América. - Alto rendimiento, aptitud para combinarse y adaptación. - Raza muy productiva. - Mazorcas cilíndricas y grandes. - Alto número de hileras. - Grano dentado. - Color predominantemente blanco. | Se da en altitudes que van de los 800 a los 1800 metros. Se encuentra en el Bajío y Jalisco. | Usos comunes y también apreciada en la industria de las harinas.                                          |
| Chiquito                      | - No bien definido. - Cónico a semicilíndrico con la punta sin grano. - Mazorcas de 15 a 17 cm con 12 a 14 hileras. - Grano de textura cristalina a dentada. - Colores diversos: blanco, amarillo, anaranjado y azul. - Ciclo tardío.                         | Sierra Norte y Cañada de Oaxaca, a altitudes de 1700 a 2170 metros. También se ha encontrado en Tlahuitoltepec, en la Sierra Mixe.                                                                                 | |
| Choapaneco                    | - Mazorcas semicilíndricas. - Granos dentados. - Color amarillo, rojo o azul en la aleurona. - Punta de la mazorca aguzada y sin granos. | Región Chinanteca-Zapoteca al noroeste del estado de Oaxaca, en las comunidades de San Juan Comaltepec y Santiago Choápam.                                                                                         | |
| Cubano amarillo (Cuban Flint) | - Mazorcas semcilíndricas. - Grano cristalino. - Color amarillo intenso o anaranjado. | Fue colectado en Chiapas en 1970. | |
| Nal-Tel de Altura             | - Mazorcas semicónicas. - Grano cristalino a semidentado. | Áreas de montaña de Chiapas y Oaxaca. | |
| Pepitilla                     | - Mazorca cónica. - Olote delgado. - Numerosas hileras de granos. - Granos alargados y puntiagudos (como pepitas de calabaza). - Amplia variación morfológica en el grosor de la mazorca, número de hileras, tamaño y color de grano.                         | Sur de Morelos, norte de Guerrero y suroeste de Puebla. Se encuentra en suelos marginales, delgados y en laderas.                                                                                                  | Alto contenido proteico y de aceite. Se usa para tortillas (la de mejor calidad), atole, elote y tamales. |
| Tepecintle                    | - Mazorca cilíndrica. - Grano dentado. - Puntas de olotes descubiertas y sin grano. - Gran variedad de colores: blanco, amarillo y anaranjado. | Laderas de Chiapas y Oaxaca. | Se usa para elaborar pozol en el sureste.                                                                 |
| Tuxpeño                       | - Mazorcas grandes, cilíndricas. - Grano dentado. - Color blanco y diversos colores. - Número de hileras alto. - Raza muy productiva. | Áreas tropicales bajas de bajo temporal y subtropicales de bajo riego. Se ha encontrado en el Golfo de México. | Alimentación: tortillas, elote, pozol, tamales, etc.                                                      |
| Tuxpeño Norteño               | - Similar al Tuxpeño - No es tan tardío como el Tuxpeño - Su mazorca tiene menor cobertura | Se distribuye predominantemente en el norte-centro de México, en los estados de Durango, Chihuahua, San Luis Potosí, Coahuila, Nuevo León y Tamaulipas.                                                            | Buen rendimiento para realizar tortillas.                                                                 |
| Vandeño                       | - Mazorcas cilíndricas, como el Tuxpeño - Olote grueso y un número alto de hileras - Grano dentado, blando a semiduro - Color blanco en el grano, pero también hay casos de azul, amarillo y rojo                                                             | Costas y la vertiente del Pacífico. Se ha encontrado desde Sonora hasta Chiapas. | Produce una masa blanca apta para harinas industriales.                                                   |
| Zapalote Grande               | - Su ciclo de vida es de precoz a intermedio. - Planta poco alta. - Mazorcas cortas y un poco cilíndricas. - Grano detando. - Color blanco, pero también amarillo y azul.                                                                                     | Se encuentra en áreas cálidas semi-húmedas en altitudes de 0 a 1200 metros. Sobre todo se encuentra en el istmo de Tehuantepec, Oaxaca y en Chiapas. También llega a regiones semi-cálidas de Veracruz y Guerrero. | Alimentación: tortillas, elotes y atole, también para pozol y totopos en el istmo de Tehuantepec.         |

### Grupo de maíces de maduración tardía
Grupo de maíces que tiene una amplia distribución en el sur del país, desde las tierras bajas de la península de Yucatán (Dzit Bacal), las zonas de cañadas y laderas de la Sierra Madre de Chiapas, la Depresión Central, la Sierra Madre del Sur y una parte de la Sierra Madre Oriental. Las razas de esta variedad son:
1. Dzit-Bacal
2. Comiteco
3. Coscomatepec
4. Motozinteco
5. Olotillo
6. Olotón
7. Tehua
8. Negro de Chimaltenango
9. Quicheño
10. Serrano
11. Mixeño
12. Serrano Mixe

Poseen plantas tardías (95 a 115 días para la floración), poseen de 24 a 28 hojas por planta con una altura de 320 a 380 cm; tienen muchas ramas de la espiga (de 20 a 40); sus mazorcas pueden medir de 18 a 22 cm y tener de 12 a 14 hileras de granos. Sus granos pueden medir de 8 a 11 mm a lo ancho, 9 a 13 mm a lo largo; siendo la textura del endospermo de suave a medio duro. Son sensibles a la temperatura y al fotoperiodo.
| Nombre              | Características | Distribución | Usos |
| ------------------- | --- | --- | --- |
| Dzit-Bacal          | - Mazorcas delgadas. - Bajo número de hileras. - Olote flexible. - Granos relativamente pequeños, dentados a semicristalinos. - Color amarillo y blanco. | Península de Yucatán, en suelos pedregosos, con un sistema roza-tumba y quema. | Debido a su alta cantidad de germen, se suele usar para crear aceites. También se hacen tortillas suaves. |
| Comiteco            | - Raza productiva. - Ciclo de maduración tardío. - Planta alta (4 a 5 metros). - Mazorca larga. - Grano semicristalino a dentado. - Color blanco, amarillo, azul y rojo.                                                                                             | Se encuentra en Comitán de Domínguez, sobre todo en la meseta y la Ciénega, así como en otras zonas de alturas intermedias en Chiapas. También se ha encontrado en la sierra sur de Oaxaca.                                  | Alimento: elote, tortilla, pozol y atole. También se usa para el forraje.                                 |
| Coscomatepec        | - Maduración tardía. - Planta robusta y alta. - Mazorca grande y semicilíndrica. - Granos dentados. - Color blanco, amarillo, rojo y azul. - Buen rendimiento. | Zona serrana de barlovento en el centro de Veracruz, también en la Sierra Norte de Puebla. | Alimento: tortilla, elote, tamales y atole.                                                               |
| Mixeño              | - Mazorca semicilíndrica. - Textura de los granos cristalina. - Ligeramente dentado. - Color de la aleurona amarillo y a veces azul oscuro. | Variantes de la Sierra Mixe de Oaxaca, particularmente en las laderas de Totontepec y el cerro de Zempoaltépetl. También se ha encontrado en la Sierra Mixteca de Oaxaca.                                                    | |
| Motozinteco         | - Maduración tardía. - Grano dentado a semicristalino. - Color blanco y con tonos rosados y anaranjados. - Relación con Comiteco, Tehua y Otolón. | Sur de Chiapas, en Motozintla, cerca de Guatemala. Se en elevaciones de 950 a 1800 metros. | |
| Negro Chimaltenango | - Grano grande. - Color negro. | Altos de Chiapas. Fue descrita también en la zona central de Guatemala. | |
| Olotillo            | - Mazorcas alargadas. - Olote delgado y flexible. - Grano de dentado a semiharinoso. - Muchas variantes de color. | Se encuentra sobre todo en Grijalva, Chiapas. También se encuentra en la costera y laderas de la vertiente del Pacífico en Oaxaca y Guerrero. Se extiende al Golfo de México, a Veracruz, Puebla, Hidalgo y San Luis Potosí. | Alimentación: Particularmente tortillas.                                                                  |
| Olotón              | - Mazorcas con base abultada. - Variación de color amplia. - Tamaño de grano variable. - Números e hileras diverso. - Textura del grano cristalina. | Zonas altas del sureste, arriba de los 1900 metros. Se encuentra sobre todo en los Altos y el Soconusco, Chiapas; y también en Oaxaca (Sierras Norte y Sur). Llega hasta a Guatemala.                                        | Alimentación: tortilla, atole, tamales, elote, pozol. También se emplea como forraje y combustible.       |
| Quicheño            | - Raza poco representada. - Similar a Olotón. - Variación amplia en el tamaño del grano y la forma de la mazorca. | Chiapas, tanto en San Cristóbal de las Casas como en el Cerro Malé. | |
| Serrano             | - Mazorca pequeña. - Semicilíndrica. - Grano redondo y cristalino. - Características morfológicas similares al Olotón. | Se ha registrado en el centro de Guatemala, en su zona serrana. En México se lo ha detectado en Oaxaca, en la sierra Mixteca y sierra Norte.                                                                                 | |
| Serrano Mixe        | - Mazorca alargada y delgada. - Pocas hileras. - Grano redondo y cristalino. - Coloraciones variadas. - Similar al Olotón. | Oaxaca, en la Sierra Mixe, particularmente en las laderas y en donde hay temperaturas bajas. | Es el sustento de las comunidades ayuujk (mixe).                                                          |
| Tehua               | - Raza casi extinta. - Maduración tardía. - Sensible al fotoperiodo. - Las plantas más altas (6 metros) y mayor diámetro en el tallo y olote. - La mazorca es abultada en su base. - Grano grande, semicristalino y dentado. - Coloración blanca, amarilla y morada. | Se encuentra sólo en el estado de Chiapas. | |